# Mezquita de los Mártires
La Mezquita de los Mártires (en azerí: Şəhidlər məscidi), también popularmente conocida como la Mezquita turca, es una mezquita en Bakú, cerca del Callejón de los Mártires. La mezquita fue construida a principios de los años 1990 con la ayuda del gobierno turco. La mezquita actualmente está utilizada como una residencia oficial del agregado religioso de la embajada turca. La mezquita fue restaurada en 2009.
El 154º aleya del capítulo Al-Baqara de Corán está escrito en la fachada de la mezquita en árabe y turco:
“¡No digas “muertos!” a aquellos que murieron en aras de Alá. No, ¡están vivos! Pero tú no lo sientes.”